# Lonely Day
"Lonely Day" je singl sastava System of a Down s njihova petog studijskog albuma Hypnotize. Riječi pjesme, koja je nominirana za Grammy napisao je Daron Malakian.
U spotu, članovi sastava se voze u svom autobusu za turneje, te sve kroz što prođu je zapaljeno. Vatra vjerojatno simbolizira usamljenost ili rat u Iraku, a zbog stiha "It's the day that I'm glad I survived" ("To je dan kad mi je drago što sam preživio") neki smatraju da se pjesma odnosi na Napad na WTC ili armenski genocid.
Singl je nominiran na 49. dodjeli Grammyja u kategoriji Najbolje rock izvedbe, ali je nagradu osvojio singl Woman australskog hard rock sastava Wolfmother. 
Pjesma je korištena u filmu Disturbia, a izdan je i EP (extended play) Lonely Day.

## Popis pjesama
1. "Lonely Day" - 2:47

## Vanjske poveznice
- Riječi pjesme na službenoj stranici sastava  Arhivirana inačica izvorne stranice od 5. srpnja 2007. (Wayback Machine)